# 康氏箬鰨
康氏箬鰨為輻鰭魚綱鰈形目鰨亞目鰨科的其中一種，為熱帶魚類，分布於印度西太平洋紅海至波斯灣、印度西部、斯里蘭卡、馬來半島半鹹水域、海域，棲息深度可達50公尺，體長可達32公分，棲息在沙泥底質底層水域，以底棲性無脊椎動物為食，生活習性不明，可做為食用魚。

## 扩展阅读
維基物種上的相關：康氏箬鰨